# Gura Solcii, Suceava
Gura Solcii  (în germană Gurasolcze) este un sat în comuna Grănicești din județul Suceava, Bucovina, România.

## Istoric
Prima atestare documentară a satului Gura Solcii datează din 15 martie 1490, când Ștefan cel Mare a întărit Episcopiei de Rădăuți dreptul de stăpânire a 50 de sate "care au fost date de ... Alexandru voievod". 